# Distretto di Chotyn
Il distretto di Chotyn (in ucraino Хотинський район?) era un distretto (rajon) dell'Ucraina, situato nell'oblast' di Černivci. Il suo capoluogo era Chotyn.
È stato soppresso con la riforma amministrativa del 2020.